# Hoffmannseggia burchellii
Hoffmannseggia burchellii là một loài thực vật có hoa trong họ Đậu. Loài này được (DC.) Oliv. miêu tả khoa học đầu tiên.